# Artykuły ze Schwabach
Artykuły ze Schwabach (zwane także Artykułami Szwabskimi) są najwcześniejszym luterańskim wyznaniem wiary.
Początkowo były tak określane artykuły, które margrabia Jerzy Hohenzollern-Ansbach ustalił 14 czerwca 1528 roku z obywatelami Norymbergi w Schwabach pod nazwą Schwabacher Visitationsartikel jako podstawę wprowadzenia Reformacji w jego kraju.
Później określane tak jest 17 artykułów, które zostały wypracowane wspólnie przez teologów z Ansbach i Wittenbergi. Artykuły te powstały po proteście w Spirze z inicjatywy margrabiego Jerzego Hohenzollerna-Ansbach, który poprzez wspólne wyznanie chciał wzmocnić zjednoczoną politykę miast Rzeszy przeciw cesarzowi Karolowi V. Zostały one napisane latem 1529 roku przez Filipa Melanchtona przy współpracy z Marcinem Lutrem. Strona saksońska przedstawiła je delegatom górnoniemieckich miast jako warunki związku podczas konwentu w Schwabach, który odbywał się od 16 do 19 października 1529 roku w zajeździe Goldener Stern przy targowisku w Schwabach. Artykuły zajmują się Trójcą Świętą, chrystologią, grzechem pierworodnym, usprawiedliwieniem, nauką o sakramentach, eklezjologią i eschatologią. Artykuły Szwabskie razem z Artykułami z Torgawy (Torgau) stanowią podstawę Konfesji Augsburskiej.